# Mešiček
Mešiček (lat. folliculus) je plod rastlin, ki nastane iz enolistne plodnice, odpira se samo po tako imenovanem trebušnem šivu.  Je mnogosemenski suhi plod. Filogenetsko najizvirnejši sejalni plod je mešiček, ki se pojavlja pri zlatičevkah.
Posebna oblika mešička je strok, ki se ne odpira samo po trebušnem šivu, ampak tudi po hrbtnem.

## Galerija
- repičasta preobjeda (Aconitum  napellus)
- potonika (Paeonia)
- Banksia formosa
- Mešiček Banksia grandis